# Heiligenzeller Schlössle

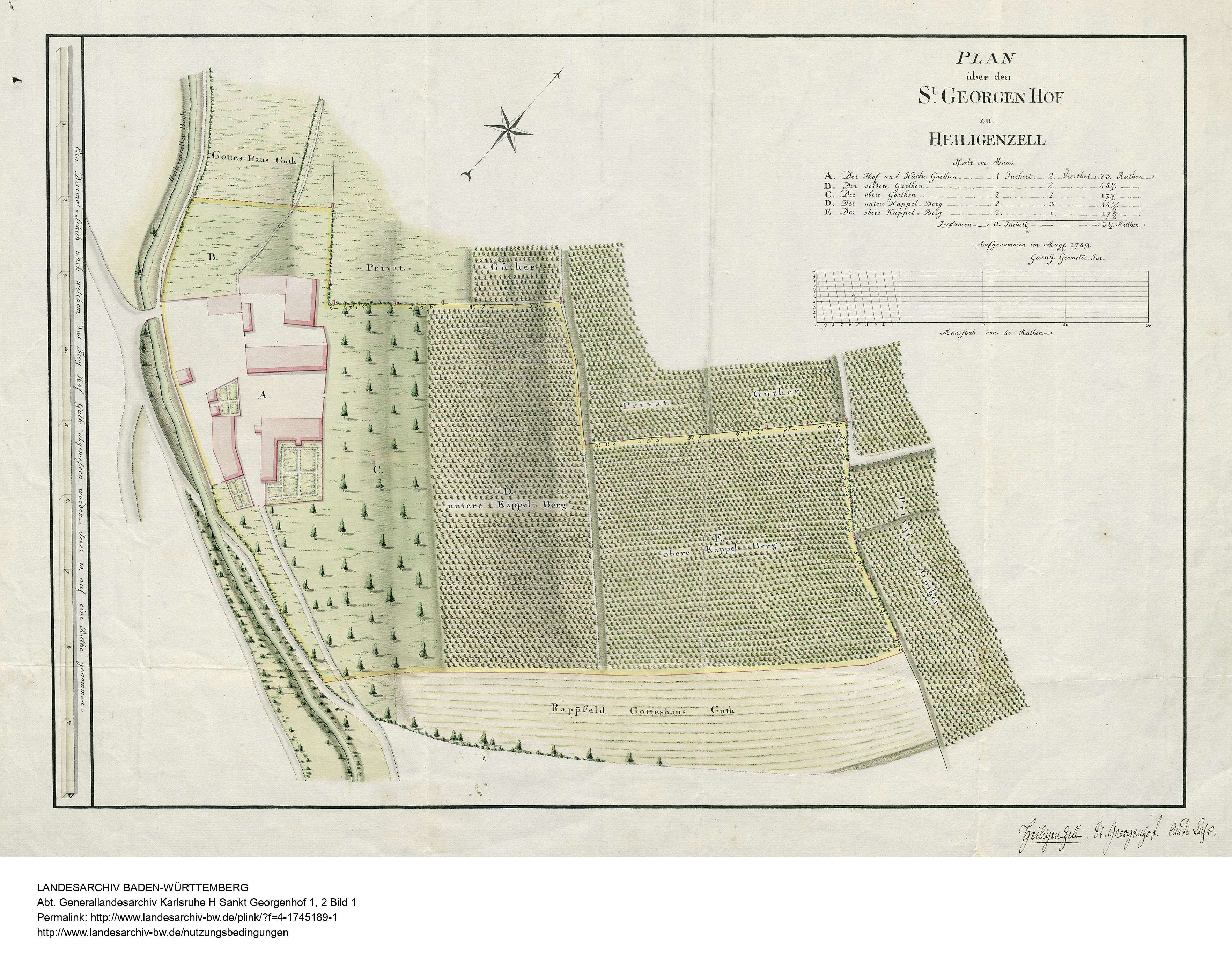
„Plan über den St. GeorgenHof zu Heiligenzell“

Das Heiligenzeller Schlössle (auch St. Georgenhof) in Friesenheim war ein Freihof des Klosters Schuttern, der sich zu einer Propstei entwickelte. Er diente den Äbten als Sommersitz. Die letzten Äbte trugen den Titel Abt zu Schuttern, Herr zu Wippertskirch und St. Georgen.

## Geschichte
Im Jahre 1016 schenkte Heinrich II. dem armen Kloster Schuttern einen Dinghof in Ruotgereswilre, dem Weiler des Ruotger. Der Hof wurde von den Mönchen bzw. Laienbrüdern selbst bewirtschaftet. Solche Höfe wurden auch als „Zellen“ bezeichnet. So ging aus der sancta cella in Routgereswilre der heutige Ortsname Heiligenzell hervor.
Im Jahr 1313 stiftete der Kellermeister Berthold von Uttenheim dem Hof eine Kapelle, die dem heiligen St. Georg geweiht wurde. Alljährlich zum Georgstag, dem 23. April, fand eine Prozession von Schuttern nach Heiligenzell statt. 1477 erhielt die Kapelle ein Querbau mit großem Tonnengewölbe. Am Türsturz findet sich die Jahreszahl 1589. Der Kellereingang ist mit 1633, der Glockenturm mit 1755 datiert. Die Glocke wurde 1642 von Mathias Edel aus Straßburg gegossen und hängt heute im Rathaus des Ortes. Das Deckengemälde der Kapelle stellt Kaiser Heinrich II. mit seiner Gemahlin Kunigunde dar, die eine Kirche darbieten. Heinrich II. gilt durch seine zahlreichen Schenkungen als bedeutender Stifter.
Am Propsteigebäude befinden sich zwei Portale mit Abtswappen. Das Südportal zeigt in schlichtem Renaissance-Stil das Wappen von Abt Placidus Hinderer (1708–1727). Hier befand sich der Zugang zur Kapelle. Das Hauptportal zeigt in barockem Stil das Wappen des letzten Abtes Placidus Bacheberle (1786–1806) neben dem Klosterwappen.
1806 wurde das Kloster Schuttern säkularisiert und kam mit seinem gesamten Besitz an das Haus Baden. Die Gebäulichkeiten samt Feldern und Reben wurden versteigert. Franz Meister richtete eine Seifenfabrikation ein. 1810 gründete die Firma Hugo Gebrüder aus Lahr eine Zichorienfabrik. Ab 1820 wurden Rauch- und Kautabak, ab 1850 Zigarren produziert. Es folgten mehrere Besitzwechsel. 1895 gehörte das Areal dem Oberweirer Zigarrenfabrikanten Himmelsbach.
1926 ging das Gebäude in das Eigentum der Gemeinde über. Das heruntergekommene Bauwerk verfiel zusehends und sollte abgerissen werden. 1980 wurde jedoch eine Sanierung beschlossen, die 1984 abgeschlossen war. Heute befinden sich im Heiligenzeller Schlössle Wohnungen, die Kapelle sowie ein Kulturzentrum.